# Liste der Bodendenkmäler in Oberaurach
Auf dieser Seite sind die Bodendenkmäler in der unterfränkischen Gemeinde Oberaurach zusammengestellt. Diese Tabelle ist eine Teilliste der Liste der Bodendenkmäler in Bayern. Grundlage ist die Bayerische Denkmalliste, die auf Basis des Bayerischen Denkmalschutzgesetzes vom 1. Oktober 1973 erstmals erstellt wurde und seither durch das Bayerische Landesamt für Denkmalpflege geführt wird. Die folgenden Angaben ersetzen nicht die rechtsverbindliche Auskunft der Denkmalschutzbehörde.

## Bodendenkmäler der Gemeinde Oberaurach

### Bodendenkmäler in der Gemarkung Dankenfeld
| Lage                  | Objekt                                                          | Akten-Nr.     | Bild |
| --------------------- | --------------------------------------------------------------- | ------------- | ---- |
| Dankenfeld (Standort) | Bestattungsplatz mit Grabhügel vorgeschichtlicher Zeitstellung. | D-6-6130-0001 |      |

### Bodendenkmäler in der Gemarkung Fatschenbrunn
| Lage                     | Objekt                                                                     | Akten-Nr.     | Bild |
| ------------------------ | -------------------------------------------------------------------------- | ------------- | ---- |
| Fatschenbrunn (Standort) | Untertägige Bauteile der bestehenden St.-Michaels-Kirche in Fatschenbrunn. | D-6-6029-0053 |      |

### Bodendenkmäler in der Gemarkung Kirchaich
| Lage                 | Objekt | Akten-Nr.     | Bild |
| -------------------- | --- | ------------- | ---- |
| Kirchaich (Standort) | Untertägige Bauteile der spätmittelalterlichen St.-Ägidius-Kirche und vermutlich Körpergräber des Mittelalters und der Neuzeit. | D-6-6030-0065 |      |

### Bodendenkmäler in der Gemarkung Oberschleichach
| Lage                       | Objekt | Akten-Nr.     | Bild |
| -------------------------- | --- | ------------- | ---- |
| Oberschleichach (Standort) | Siedlung des Neolithikums. | D-6-6029-0017 |      |
| Oberschleichach (Standort) | Untertägige Bauteile der mittelalterlichen bis neuzeitlichen Kirche in Oberschleichach sowie Körpergräber des Mittelalters und der Neuzeit. | D-6-6029-0056 |      |

### Bodendenkmäler in der Gemarkung Tretzendorf
| Lage                   | Objekt                       | Akten-Nr.     | Bild                       |
| ---------------------- | ---------------------------- | ------------- | -------------------------- |
| Tretzendorf (Standort) | Mittelalterlicher Burgstall. | D-6-6029-0058 | Bodendenkmal D-6-6029-0058 |

### Bodendenkmäler in der Gemarkung Trossenfurt
| Lage                   | Objekt | Akten-Nr.     | Bild |
| ---------------------- | --- | ------------- | ---- |
| Trossenfurt (Standort) | Untertägige Bauteile der spätmittelalterlichen bis neuzeitlichen St.-Jakobus-Kirche sowie Körpergräber des Mittelalters und der Neuzeit. | D-6-6029-0060 |      |

### Bodendenkmäler in der Gemarkung Unterschleichach
| Lage                        | Objekt                                                                      | Akten-Nr.     | Bild |
| --------------------------- | --------------------------------------------------------------------------- | ------------- | ---- |
| Unterschleichach (Standort) | Untertägige Bauteile der bestehenden Sebastianskapelle in Unterschleichach. | D-6-6029-0062 |      |